# 記念ライダー1号〜奥田民生シングルコレクション〜
『記念ライダー1号〜奥田民生シングルコレクション〜』（きねんライダー1ごう〜おくだたみおシングルコレクション〜）は、奥田民生のベスト・アルバム。2007年1月17日、エスエムイーレコーズより発売。
2007年3月28日に完全生産限定でアナログ盤が発売された。

## 解説
- デビュー20周年を記念した、ソロとしては初のベスト。『記念ライダー2号〜オクダタミオシングルコレクション〜』と2枚同時発売。
- シングル曲+ファン投票で決まった人気曲を収録している。最初と最後の曲以外は五十音順で収録されている。なお、「1号」には日本語タイトルの曲を、「2号」には英語もしくはカタカナタイトルの曲を収録している。また、どちらも「〜ライダー」と付くタイトルの曲で終わるようになっている。
- 収録曲のうち、数曲はリマスタリングが施されている。
- タイトルは仮面ライダーのパロディ。ジャケットの手袋などは、それぞれ仮面ライダー1号・2号のカラーに合わせたもの。また、撮影場所はアルバム『29』のジャケットと同じ場所である。
- 2枚同時購入特典として、"オクダタミオショウ スペシャル"と銘打たれた冊子が先着でプレゼントされた。
- 初回版と通常版では帯の色が異なる。

## 収録曲
|    | タイトル                                    | 時間 | 作詞・作曲                       | シングル | 収録アルバム             | 人気投票 |
| -- | ------------------------------------------- | ---- | -------------------------------- | -------- | ------------------------ | -------- |
| 1  | さすらい (remastered)                       | 3:23 | 奥田民生                         | 8th      | 『股旅』                 | 4位      |
| 2  | 愛のために (remastered)                     | 4:58 | 奥田民生                         | 2nd      | 『29』                   | 14位     |
| 3  | 快楽ギター                                  | 2:45 | 奥田民生                         | -        | 『comp』                 | -        |
| 4  | 近未来                                      | 4:09 | 奥田民生                         | -        | 『GOLDBLEND』            | 20位     |
| 5  | 恋のかけら                                  | 3:55 | 奥田民生                         | 7th      | 『股旅』                 | 9位      |
| 6  | 月を超えろ (remastered)                     | 3:13 | 奥田民生                         | 9th      | 初収録                   | -        |
| 7  | 手紙                                        | 6:56 | 奥田民生                         | -        | 『股旅』                 | 3位      |
| 8  | 悩んで学んで (remastered)                   | 5:48 | 奥田民生、アンディ・スターマー   | 5th      | 『30』                   | -        |
| 9  | 何と言う                                    | 4:00 | 奥田民生、チャーリー・ドレイトン | 18th     | 『LION』（別バージョン） | 10位     |
| 10 | 野ばら (remastered)                         | 2:50 | 奥田民生                         | -        | 『FAILBOX』              | 1位      |
| 11 | 花になる                                    | 3:31 | 奥田民生                         | 13th     | 『E』                    | -        |
| 12 | まんをじして                                | 3:30 | 奥田民生                         | 15th     | 『E』                    | -        |
| 13 | 息子 (remastered) （アルバム ヴァージョン） | 5:23 | 奥田民生                         | 3rd      | 『29』                   | 19位     |
| 14 | メリハリ鳥 (remastered)                     | 3:07 | 奥田民生                         | 9th c/w  | 初収録                   | 8位      |
| 15 | 御免ライダー                                | 3:17 | 奥田民生                         | -        | 『E』                    | 6位      |